# Apulia punicea
Apulia punicea är en insektsart som beskrevs av Young 1977. Apulia punicea ingår i släktet Apulia och familjen dvärgstritar. Inga underarter finns listade i Catalogue of Life.